# Naturschutzgebiet Schwarzwassertal
Das Schwarzwassertal ist ein Naturschutzgebiet im sächsischen Erzgebirge. Es hat eine Fläche von 186 ha und wurde 1967 unter Naturschutz gestellt.

## Lage
Das Naturschutzgebiet liegt im Mittleren Erzgebirge und erstreckt sich über die Gemarkungen Marienberg, Pobershau, Zöblitz und Ansprung (alle zu Marienberg) sowie Olbernhau. Zentrales Element des länglichen Schutzgebietes ist das obere Tal der Schwarzen Pockau, die von alters her auch Schwarzwasser genannt wird. Die Höhenlage beträgt 540 bis 735 m ü. NN.
Die westliche Grenze bildet der etwa 8 km lange, noch zum Naturschutzgebiet gehörende Grüne Graben, der um 1680 angelegt wurde, um Aufschlagwasser für den Bergbau bei Pobershau bereitzustellen. Im Norden reicht das Gebiet bis an die Siedlung Hintergrund. Im Osten wird es vor allem durch Schneisen begrenzt.

## Geschichte

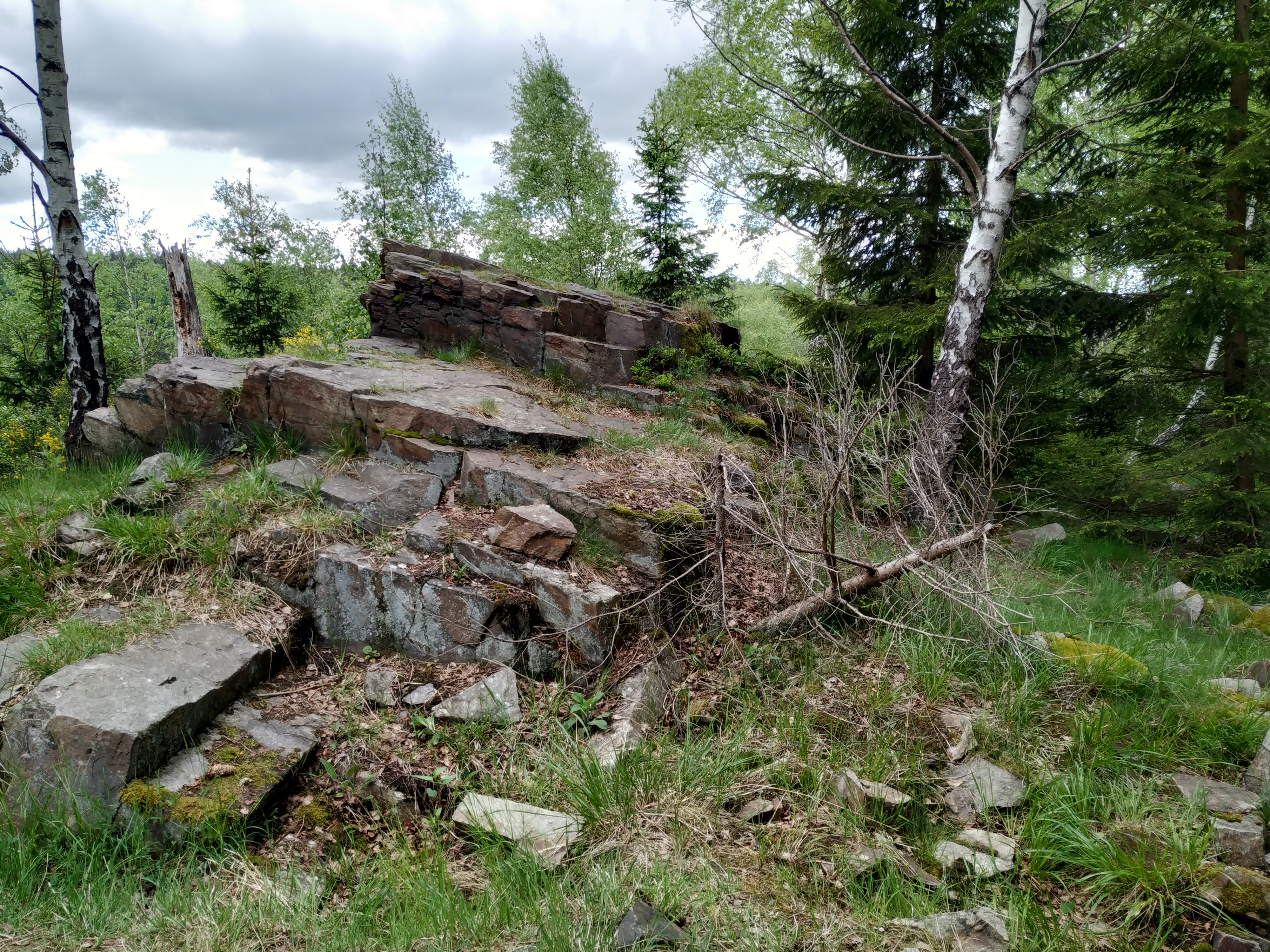
Ehemaliges Raubschloss Liebenstein oberhalb des Schwarzwassertals

Nach dem Aufleben des Silberbergbaus mit der Gründung der Bergstadt Marienberg im Jahr 1521 wurde der Holzbedarf in den umgebenden Wäldern gedeckt, was bis zum Ende des 16. Jahrhunderts zu einem großflächigen Abholzen führte. Die damals vorherrschende Rotbuche wurde durch die schnellwachsende Fichte ersetzt.
Am 29. Juni 1938 wurde das Gebiet wegen seiner landschaftlichen Schönheit als Landschaftsschutzgebiet ausgewiesen. Nach einstweiliger Sicherung im Jahr 1964 wurde es schließlich 1967 endgültig unter Naturschutz gestellt. Allerdings traten in den 1970er Jahren im südlichen Teil umfangreiche Immissionsschäden durch Schwefeldioxid auf, die zum Abholzen zwangen.
Im August 2002 wurde der Wanderweg im Schwarzwassertal durch das Hochwasser streckenweise zerstört. Erst 2005 konnte er nach Instandsetzung und Befestigung wieder offiziell freigegeben werden.
2003 erfolgte die Festsetzung des höheren Schutzstatus als Naturschutzgebiet.

## Bedeutung
Das Schwarzwassertal ist durch sein bis zu 80 m tiefes Kerb- und Klammtal geomorphologisch einzigartig in Sachsen. Die Felsformationen bestehen aus Rotgneis der Kuppel von Reitzenhain / Hora Svaté Kateřiny (Katharinaberg). Das Durchbruchstal bildete sich bei der Ankippung der erzgebirgischen Pultscholle während der letzten Hebungsphase.
Das Naturschutzgebiet ist Teil des seit 2011 bestimmten, 720 Hektar großen FFH-Gebiets Tal der Schwarzen Pockau.

## Flora

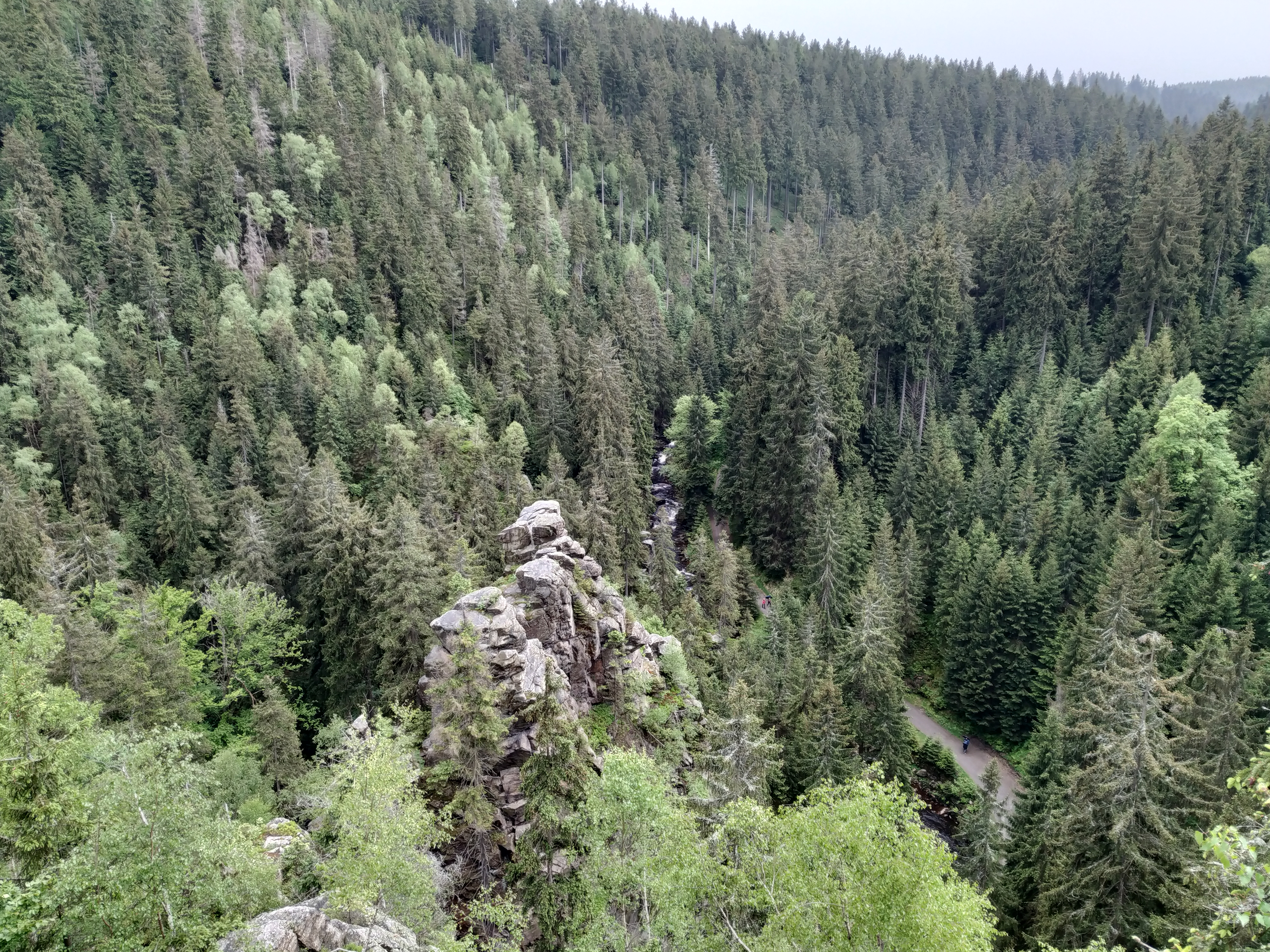
Aussicht über den Nonnenfelsen ins Schwarzwassertal. Gut zu erkennen ist der überwiegende Fichtenbestand.

Die für montane Landschaften typische Flora aus Hainsimsen-Buchenwald (Luzulo-Fagenion) wurde wegen der Nutzung nahezu vollständig durch reine Fichtenbestände verdrängt. Vor allem in der Talaue finden sich Wollreitgras-Fichten-Wälder (Calamagrostio villosae-Piceetum).

## Fauna
Im Naturschutzgebiet brüten mindestens 70 Vogelarten regelmäßig. Besonders wertvoll sind Raufuß- und Sperlingskauz, Schwarz- und Grauspecht, Hohltaube, Wasseramsel, Zwergschnäpper und Wanderfalke. Schutzwürdig sind auch Braunkehlchen und Neuntöter.
Zu der artenreichen Schmetterlingsfauna gehören gefährdete und seltene Arten wie Gelbwürfeliger Dickkopffalter, Braunauge, Dukaten-Feuerfalter, Weißbindiger Mohrenfalter sowie Weißgerippter Haarbuschspanner. Darüber hinaus gibt es zahlreiche seltene Käfer, Steinfliegen und die Ameisenwespe.